# Gran cometa de 1843
El gran cometa de 1843, oficialmente designado  C/1843 D1  y 1843 I, fue un cometa que se hizo muy brillante en marzo de 1843 (también se conoce como el gran cometa de marzo de 1843). Fue descubierto el 5 de febrero de 1843 y rápidamente evolucionó hasta ser un gran cometa. Era un miembro de los Kreutz Sungrazers, una familia de cometas que son resultado de la desintegración de un cometa paternal (X/1106 C1) en múltiples fragmentos aproximadamente en 1106. Estos cometas pasan sumamente cerca de la superficie del Sol —casi dentro del radio solar— y en consecuencia a menudo se hacen muy brillantes.
Primero observado a principios del febrero de 1843, llegó hacia un perihelio increíblemente cerca, menos de 830.000 kilómetros para el 27 de febrero de 1843; en este momento podía ser observado en plena luz diurna aproximadamente en un ángulo de un grado lejos del Sol . Lo más cercano que pasó cerca de la Tierra fue el 6 de marzo de 1843, y estaba en su esplendor mayor al día siguiente; lamentablemente, para observadores del norte del ecuador su apogeo era más visible para el hemisferio austral . Su última observación fue para el 19 de abril. En aquel tiempo este cometa había pasado más cerca al sol que cualquier otro objeto conocido.
El gran cometa de 1843 desarrolló una cola sumamente larga durante y después del paso de su perihelio, alcanzando ésta los 320 millones de kilómetros, cuya longitud fue mayor que la distancia promedio existente entre el Sol y el planeta Marte. Pero en el año de 1996 las medidas mostraron que el cometa Hyakutake tenía una cola casi dos veces mayor que la del Gran Cometa de 1843. Hay una pintura en el Museo Nacional Marítimo que fue creada por el astrónomo Carlos Piazzi Smyth. El objetivo de la pintura es de mostrar el resplandor total y el tamaño de la cola del cometa.